# 2. Tennis-Bundesliga (Damen) 2019
Die 2. Tennis-Bundesliga der Damen wurde 2019 zum 21. Mal ausgetragen. Die Spiele fanden im Zeitraum vom 10. Mai bis 16. Juni statt.
Die Mannschaften des Marienburger SC im Norden sowie des TC Grün-Weiss Luitpoldpark München im Süden wurden Meister und stiegen somit in die 1. Tennis-Bundesliga der Damen auf.
Da aus der 1. Tennis-Bundesliga zwei Mannschaften in die 2. Tennis-Bundesliga Nord abstiegen, mussten aus dieser drei Teams absteigen, was neben den zwei Letztplatzierten, THC von Horn und Hamm und Lintorfer TC, zusätzlich den TC Union Münster betraf. Aus der Südliga stieg deshalb nur ein Verein, der SC Frankfurt 1880, ab.

## Spieltage und Mannschaften
| Spieltage Nord                             |
| ------------------------------------------ |
| 1. Spieltag: Fr., 17. Mai 2019, 11:00 Uhr  |
| 2. Spieltag: So., 19. Mai 2019, 11:00 Uhr  |
| 3. Spieltag: So., 26. Mai 2019, 11:00 Uhr  |
| 4. Spieltag: Do., 30. Mai 2019, 11:00 Uhr  |
| 5. Spieltag: So., 2. Juni 2019, 11:00 Uhr  |
| 6. Spieltag: Sa., 8. Juni 2019, 11:00 Uhr  |
| 7. Spieltag: Mo., 10. Juni 2019, 11:00 Uhr |

| Mannschaften 2. BL Nord            |
| ---------------------------------- |
| THC von Horn und Hamm (N)          |
| TC Union Münster                   |
| TC Blau-Weiss Berlin               |
| Der Club an der Alster Hamburg (A) |
| Marienburger SC                    |
| Lintorfer TC (N)                   |
| RTHC Bayer Leverkusen              |

|     |                                 |
| (A) | Absteiger aus der 1. Bundesliga |
| (N) | Neuling aus der Regionalliga    |

| Spieltage Süd                              |
| ------------------------------------------ |
| 1. Spieltag: Fr., 10. Mai 2019, 11:00 Uhr  |
| 2. Spieltag: So., 12. Mai 2019, 11:00 Uhr  |
| 3. Spieltag: So., 2. Juni 2019, 11:00 Uhr  |
| 4. Spieltag: Sa., 8. Juni 2019, 11:00 Uhr  |
| 5. Spieltag: Mo., 10. Juni 2019, 11:00 Uhr |
| 6. Spieltag: Fr., 14. Juni 2019, 11:00 Uhr |
| 7. Spieltag: So., 16. Juni 2019, 11:00 Uhr |

| Mannschaften 2. BL Süd        |
| ----------------------------- |
| MTTC Iphitos                  |
| TC Oppau (N)                  |
| GW Luitpoldpark München       |
| Donat Tennisteam Manching (N) |
| BASF TC Ludwigshafen (A)      |
| SC Frankfurt 1880 (N)         |
| MTG Blau-Weiss Mannheim (N)   |

|     |                                 |
| (A) | Absteiger aus der 1. Bundesliga |
| (N) | Neuling aus der Regionalliga    |

## 2. Tennis-Bundesliga Nord

### Abschlusstabelle
|     | Mannschaft                         | Begegnungen | Punkte | Matches | Sätze | Spiele  |
| --- | ---------------------------------- | ----------- | ------ | ------- | ----- | ------- |
| 01. | Marienburger SC                    | 6           | 12:0   | 43:11   | 89:27 | 607:308 |
| 02. | TC Blau-Weiss Berlin               | 6           | 10:2   | 36:18   | 80:45 | 542:399 |
| 03. | Der Club an der Alster Hamburg (A) | 6           | 8:4    | 37:17   | 80:45 | 553:410 |
| 04. | RTHC Bayer Leverkusen              | 6           | 4:8    | 21:33   | 50:67 | 417:527 |
| 05. | TC Union Münster                   | 6           | 4:8    | 19:35   | 47:75 | 408:538 |
| 06. | THC von Horn und Hamm (N)          | 6           | 4:8    | 19:35   | 45:75 | 425:548 |
| 07. | Lintorfer TC (N)                   | 6           | 0:12   | 14:40   | 35:86 | 361:583 |

|     |                                 |
| (A) | Absteiger aus der 1. Bundesliga |
| (N) | Neuling aus der Regionalliga    |

### Mannschaftskader
| Pos. | Name                 |
| ---- | -------------------- |
| 001  | Gaia Sanesi          |
| 002  | Federica Arcidiacono |
| 003  | Janna Hildebrand     |
| 004  | Martina Spigarelli   |
| 005  | Imke Schlünzen       |
| 006  | Johanna Silva        |
| 007  | Maike Zeppernick     |
| 008  | Alisa Diercksen      |
| 009  | Jessica Homberg      |
| 010  | Giulia Riepe         |
| 011  | Giulia Riepe         |
| 012  | Kristina Schleich    |
| 013  | Anna-Marie Faden     |
| 014  | Kathrin Landau       |
| 015  | Stefanie Meyer       |
| 016  | Maren Kraft          |

| Pos. | Name             |
| ---- | ---------------- |
| 001  | Nastja Kolar     |
| 002  | Chanel Simmonds  |
| 003  | Melanie Klaffner |
| 004  | Franziska Etzel  |
| 005  | Manon Kruse      |
| 006  | Ria Dörnemann    |
| 007  | Andrea Böckmann  |
| 008  | Tina Kötter      |
| 009  | Deborah Döring   |
| 010  | Jana Hückinghaus |
| 011  | Jana Albers      |
| 012  | Pia Ziegler      |
| 013  | Nele Niermann    |
| 014  | Leandra Nizetic  |
| 015  | Anne Kurzweil    |
| 016  | Emily Hodges     |

| Pos. | Name                    |
| ---- | ----------------------- |
| 001  | Marina Melnikova        |
| 002  | Stephanie Wagner        |
| 003  | Vivian Heisen           |
| 004  | Sinéad Lohan            |
| 005  | Karolina Szmit          |
| 006  | Anna Klasen             |
| 007  | Vivien Sandberg         |
| 008  | Pia König               |
| 009  | Charlotte Klasen        |
| 010  | Tina Golaszewski        |
| 011  | Emma Gevorgyan          |
| 012  | Vanessa Reinicke        |
| 013  | Lina Brandt             |
| 014  | Syna Goellner-Schreiber |
| 015  | Marie Gervelis          |
| 016  | Květa Peschke           |

| Pos. | Name                      |
| ---- | ------------------------- |
| 001  | Viktorija Golubic         |
| 002  | Iga Świątek               |
| 003  | Maryna Zanevska           |
| 004  | Panna Udvardy             |
| 005  | Irina Fetecău             |
| 006  | Sarah Beth Grey           |
| 007  | Nicoleta-Cătălina Dascălu |
| 008  | Marine Partaud            |
| 009  | Chantal Škamlová          |
| 010  | Ioana Loredana Roșca      |
| 011  | Katharina Hering          |
| 012  | Lisa Ponomar              |
| 013  | Julia Victoria Rennert    |
| 014  | Katharina Lehnert         |
| 015  | Frauke Eppert             |
| 016  | Sina Fackelmann           |

| Pos. | Name                   |
| ---- | ---------------------- |
| 001  | Constance Sibille      |
| 002  | Eliessa Vanlangendonck |
| 003  | Laura Heinrichs        |
| 004  | Anouk Tigu             |
| 005  | Nicole Thijssen        |
| 006  | Emelie Luisa Schwarte  |
| 007  | Daniela Kalthoff       |
| 008  | Isabel Fernández       |
| 009  | Shanna de Cortie       |
| 010  | Tereza Kempkens        |
| 011  | Anna Schulte           |
| 012  | Hannah Al-Sakati       |
| 013  | Iryna Vavrikova        |
| 014  | Sandra Schyroki        |
| 015  | Carina Hümbs           |
| 016  | Stephanie Baral        |

| Pos. | Name                    |
| ---- | ----------------------- |
| 001  | Carolina Meligeni Alves |
| 002  | Romy Kölzer             |
| 003  | Arlinda Rushiti         |
| 004  | Janneke Wikkerink       |
| 005  | Lena-Marie Hofmann      |
| 006  | Alina Wessel            |
| 007  | Katharina Rath          |
| 008  | Hanna Zehnter           |
| 009  | Stefanie Weinstein      |
| 010  | Christina Bär           |
| 011  | Anastasia Simonov       |
| 012  | Sara Akguen             |
| 013  |                         |
| 014  |                         |
| 015  |                         |
| 016  |                         |

| Pos. | Name                  |
| ---- | --------------------- |
| 001  | Tamara Korpatsch      |
| 002  | Kristína Kučová       |
| 003  | Katarzyna Kawa        |
| 004  | Carina Witthöft       |
| 005  | Alison Bai            |
| 006  | Margot Yerolymos      |
| 007  | Lisa Matviyenko       |
| 008  | Corinna Dentoni       |
| 009  | Kamilla Bartone       |
| 010  | Eva Lys               |
| 011  | Jennifer Witthöft     |
| 012  | Gitte Möller          |
| 013  | Vinja Lehmann         |
| 014  | Ester Katerina Pataki |
| 015  | Michelle Korpys       |
| 016  | Amelie Intert         |

### Ergebnisse
| Datum/Uhrzeit       | Heimmannschaft                 | Gastmannschaft                 | Matches | Sätze | Spiele |
| ------------------- | ------------------------------ | ------------------------------ | ------- | ----- | ------ |
| Fr., 17. Mai 11:00  | Marienburger SC                | RTHC Bayer Leverkusen          | 6:3     | 13:6  | 93:53  |
| Fr., 17. Mai 11:00  | TC 1899 Blau-Weiss Berlin      | THC von Horn und Hamm          | 8:1     | 16:4  | 103:54 |
| Fr., 17. Mai 11:00  | Lintorfer TC                   | Der Club an der Alster Hamburg | 3:6     | 7:13  | 63:97  |
| Fr., 17. Mai 11:00  | TC Union Münster               | spielfrei                      |         |       |        |
| So., 19. Mai 11:00  | TC Union Münster               | TC 1899 Blau-Weiss Berlin      | 1:8     | 4:17  | 54:104 |
| So., 19. Mai 11:00  | Der Club an der Alster Hamburg | Marienburger SC                | 3:6     | 8:14  | 70:105 |
| So., 19. Mai 11:00  | THC von Horn und Hamm          | Lintorfer TC                   | 6:3     | 13:7  | 100:77 |
| So., 19. Mai 11:00  | RTHC Bayer Leverkusen          | spielfrei                      |         |       |        |
| So., 26. Mai 11:00  | TC 1899 Blau-Weiss Berlin      | Der Club an der Alster Hamburg | 5:4     | 13:10 | 99:79  |
| So., 26. Mai 11:00  | Lintorfer TC                   | RTHC Bayer Leverkusen          | 4:5     | 10:12 | 77:81  |
| So., 26. Mai 11:00  | THC von Horn und Hamm          | TC Union Münster               | 5:4     | 11:10 | 78:75  |
| So., 26. Mai 11:00  | Marienburger SC                | spielfrei                      |         |       |        |
| Do., 30. Mai 11:00  | TC Union Münster               | Marienburger SC                | 0:9     | 0:18  | 36:110 |
| Do., 30. Mai 11:00  | RTHC Bayer Leverkusen          | TC 1899 Blau-Weiss Berlin      | 2:7     | 6:15  | 62:88  |
| Do., 30. Mai 11:00  | Der Club an der Alster Hamburg | THC von Horn und Hamm          | 0:9     | 18:0  | 110:45 |
| Do., 30. Mai 11:00  | Lintorfer TC                   | spielfrei                      |         |       |        |
| So., 2. Juni 11:00  | Marienburger SC                | TC 1899 Blau-Weiss Berlin      | 8:1     | 16:3  | 101:49 |
| So., 2. Juni 11:00  | RTHC Bayer Leverkusen          | Der Club an der Alster Hamburg | 2:7     | 4:15  | 47:100 |
| So., 2. Juni 11:00  | Lintorfer TC                   | TC Union Münster               | 1:8     | 3:16  | 63:103 |
| So., 2. Juni 11:00  | THC von Horn und Hamm          | spielfrei                      |         |       |        |
| Sa., 8. Juni 11:00  | TC Union Münster               | RTHC Bayer Leverkusen          | 5:4     | 13:10 | 89:86  |
| Sa., 8. Juni 11:00  | TC 1899 Blau-Weiss Berlin      | Lintorfer TC                   | 7:2     | 16:5  | 99:49  |
| Sa., 8. Juni 11:00  | THC von Horn und Hamm          | Marienburger SC                | 3:6     | 7:12  | 68:95  |
| Sa., 8. Juni 11:00  | Der Club an der Alster Hamburg | spielfrei                      |         |       |        |
| Mo., 10. Juni 11:00 | Marienburger SC                | Lintorfer TC                   | 8:1     | 16:3  | 103:32 |
| Mo., 10. Juni 11:00 | RTHC Bayer Leverkusen          | THC von Horn und Hamm          | 5:4     | 12:10 | 88:80  |
| Mo., 10. Juni 11:00 | Der Club an der Alster Hamburg | TC Union Münster               | 8:1     | 16:4  | 97:51  |
| Mo., 10. Juni 11:00 | TC 1899 Blau-Weiss Berlin      | spielfrei                      |         |       |        |

## 2. Tennis-Bundesliga Süd

### Abschlusstabelle
|     | Mannschaft                    | Begegnungen | Punkte | Matches | Sätze | Spiele  |
| --- | ----------------------------- | ----------- | ------ | ------- | ----- | ------- |
| 01. | TC GW Luitpoldpark München    | 6           | 10:2   | 36:18   | 80:46 | 549:405 |
| 02. | TC Oppau (N)                  | 6           | 8:4    | 27:27   | 60:61 | 495:506 |
| 03. | MTG Blau-Weiss Mannheim (N)   | 6           | 6:6    | 29:25   | 61:56 | 477:459 |
| 04. | MTTC Iphitos                  | 6           | 6:6    | 27:27   | 62:59 | 495:463 |
| 05. | Donat Tennisteam Manching (N) | 6           | 6:6    | 27:27   | 62:61 | 458:488 |
| 06. | BASF TC Ludwigshafen (A)      | 6           | 6:6    | 26:28   | 62:64 | 471:465 |
| 07. | SC Frankfurt 1880 (N)         | 6           | 0:12   | 17:37   | 41:81 | 412:571 |

|     |                                 |
| (A) | Absteiger aus der 1. Bundesliga |
| (N) | Neuling aus der Regionalliga    |

### Mannschaftskader
| Pos. | Name                          |
| ---- | ----------------------------- |
| 001  | Georgina García Pérez         |
| 002  | Anastasia Grymalska           |
| 003  | Eliza Kostowa                 |
| 004  | Martina Colmegna              |
| 005  | Franziska König               |
| 006  | Michele Zmau                  |
| 007  | Anna-Giulia Remondina         |
| 008  | Anja Wildgruber               |
| 009  | Jelena Stojanovic             |
| 010  | Luisa Marie Huber             |
| 011  | Vroni Hinterseer              |
| 012  | Alexa Pirok                   |
| 013  | Luca Victoria Vocke           |
| 014  | Theresa Sabine Charlotte Haas |
| 015  | Sabrina Jolk                  |
| 016  | Sarina Müller                 |

| Pos. | Name                  |
| ---- | --------------------- |
| 001  | Ylena In-Albon        |
| 002  | Irina Ramialison      |
| 003  | Sopia Schapatawa      |
| 004  | Miriam Bianca Bulgaru |
| 005  | Arianne Hartono       |
| 006  | Manca Pislak          |
| 007  | Lena Lutzeier         |
| 008  | Dana Heimen           |
| 009  | Marlies Szupper       |
| 010  | Anne Zehetgruber      |
| 011  | Kristýna Hrabalová    |
| 012  | Tiffany Cornelius     |
| 013  | Madeleine Geibert     |
| 014  | Viviane Kitzing       |
| 015  |                       |
| 016  |                       |

| Pos. | Name                  |
| ---- | --------------------- |
| 001  | Barbara Haas          |
| 002  | Sessil Karatantschewa |
| 003  | Julia Grabher         |
| 004  | Dia Ewtimowa          |
| 005  | Lena Ruppert          |
| 006  | Oana Georgeta Simion  |
| 007  | Verena Meliss         |
| 008  | Eva-Marie Voracek     |
| 009  | Nicole Gadient        |
| 010  | Daniela Tuscher       |
| 011  | Adriana Rajkovć       |
| 012  | Verena Gantschnig     |
| 013  | Luzia Obermeier       |
| 014  | Michaela Niedermeier  |
| 015  | Oana Danescu          |
| 016  | Julia Rehberg         |

| Pos. | Name                 |
| ---- | -------------------- |
| 001  | Elizabeth Halbauer   |
| 002  | Magdaléna Pantůčková |
| 003  | Gabriela Pantůčková  |
| 004  | Nikola Tomanová      |
| 005  | Vendula Žovincová    |
| 006  | Karolína Kubáňová    |
| 007  | Tereza Kolářová      |
| 008  | Linda Fruhvirtová    |
| 009  | Alica Rusová         |
| 010  | Lucie Havlíčková     |
| 011  | Dominika Šalková     |
| 012  | Lucija Subašić       |
| 013  | Nina Holanová        |
| 014  | Annamaria Iwaskiw    |
| 015  | Hanna Campara        |
| 016  | Helen Hudler         |

| Pos. | Name                    |
| ---- | ----------------------- |
| 001  | Giulia Gatto-Monticone  |
| 002  | Isabella Schinikowa     |
| 003  | María-Teresa Torró-Flor |
| 004  | Tereza Mihalíková       |
| 005  | Michaela Hončová        |
| 006  | Despina Papamichail     |
| 007  | Victoria Muntean        |
| 008  | Bojana Marinković       |
| 009  | Nora Niedmers           |
| 010  | Sarah Nikocevic         |
| 011  | Sina Haas               |
| 012  | Selina Dal              |
| 013  | Anna-Benita Fuchs       |
| 014  | Xenia De Luna           |
| 015  | Hannah Amling           |
| 016  | Michelle Roth           |

| Pos. | Name                |
| ---- | ------------------- |
| 001  | Harriet Dart        |
| 002  | Jaqueline Cristian  |
| 003  | Andrea Gámiz        |
| 004  | Manon Arcangioli    |
| 005  | Estelle Cascino     |
| 006  | Natalie Pröse       |
| 007  | Elixane Lechemia    |
| 008  | Aymet Uzcátegui     |
| 009  | Alina Hölzel        |
| 010  | Katharina Tesar     |
| 011  | Clara Kühnle        |
| 012  | Jana Tesar          |
| 013  | Valerie Karl        |
| 014  | Carolin Menzen      |
| 015  | Gabrielle Clairotte |
| 016  | Martina Okáľovál    |

| Pos. | Name                    |
| ---- | ----------------------- |
| 001  | Dejana Radanović        |
| 002  | Nadia Podoroska         |
| 003  | Nuria Párrizas Díaz     |
| 004  | Estrella Cabeza Candela |
| 005  | Alice Matteucci         |
| 006  | Nastasja Schunk         |
| 007  | Camilla Scala           |
| 008  | Kateřina Vaňková        |
| 009  | Vanessa Pinto           |
| 010  | Ángela Fita Boluda      |
| 011  | Dominice Ripoll         |
| 012  | Kateřina Kramperová     |
| 013  | Sarah Scherf            |
| 014  | Meryem Alexandra Güner  |
| 015  | Allison Lochbühler      |
| 016  | Aline Dissinger         |

### Ergebnisse
| Datum/Uhrzeit       | Heimmannschaft            | Gastmannschaft            | Matches | Sätze | Spiele |
| ------------------- | ------------------------- | ------------------------- | ------- | ----- | ------ |
| Fr., 10. Mai 11:00  | MTG BW Mannheim           | Iphitos München           | 2:7     | 4:14  | 59:100 |
| Fr., 10. Mai 11:00  | GW Luitpoldpark München   | BASF TC Ludwigshafen      | 6:3     | 14:9  | 90:78  |
| Fr., 10. Mai 11:00  | SC Frankfurt 1880         | TC Ludwigshafen-Oppau     | 3:6     | 7:14  | 76:105 |
| Fr., 10. Mai 11:00  | Donat Tennisteam Manching | spielfrei                 |         |       |        |
| So., 12. Mai 11:00  | MTTC Iphitos München      | Donat Tennisteam Manching | 2:7     | 7:14  | 75:92  |
| So., 12. Mai 11:00  | TC Ludwigshafen-Oppau     | GW Luitpoldpark München   | 3:6     | 8:12  | 66:77  |
| So., 12. Mai 11:00  | BASF TC Ludwigshafen      | SC Frankfurt 1880         | 6:3     | 13:7  | 90:73  |
| So., 12. Mai 11:00  | MTG BW Mannheim           | spielfrei                 |         |       |        |
| So., 2. Juni 11:00  | GW Luitpoldpark München   | MTG BW Mannheim           | 4:5     | 9:10  | 88:77  |
| So., 2. Juni 11:00  | BASF TC Ludwigshafen      | MTTC Iphitos München      | 8:1     | 16:6  | 93:61  |
| So., 2. Juni 11:00  | Donat Tennisteam Manching | SC Frankfurt 1880         | 6:3     | 13:6  | 92:71  |
| So., 2. Juni 11:00  | TC Ludwigshafen-Oppau     | spielfrei                 |         |       |        |
| Sa., 8. Juni 11:00  | SC Frankfurt 1880         | GW Luitpoldpark München   | 2:7     | 5:16  | 62:102 |
| Sa., 8. Juni 11:00  | TC Ludwigshafen-Oppau     | MTG BW Mannheim           | 5:4     | 11:10 | 86:90  |
| Sa., 8. Juni 11:00  | Donat Tennisteam Manching | BASF TC Ludwigshafen      | 7:2     | 15:6  | 88:57  |
| Sa., 8. Juni 11:00  | MTTC Iphitos München      | spielfrei                 |         |       |        |
| Mo., 10. Juni 11:00 | GW Luitpoldpark München   | Donat Tennisteam Manching | 7:2     | 16:7  | 101:55 |
| Mo., 10. Juni 11:00 | MTG BW Mannheim           | SC Frankfurt 1880         | 6:3     | 13:7  | 93:61  |
| Mo., 10. Juni 11:00 | MTTC Iphitos München      | TC Ludwigshafen-Oppau     | 8:1     | 16:3  | 103:59 |
| Mo., 10. Juni 11:00 | BASF TC Ludwigshafen      | spielfrei                 |         |       |        |
| Fr., 14. Juni 11:00 | MTTC Iphitos München      | GW Luitpoldpark München   | 3:6     | 7:13  | 67:91  |
| Fr., 14. Juni 11:00 | BASF TC Ludwigshafen      | MTG BW Mannheim           | 5:4     | 11:8  | 77:61  |
| Fr., 14. Juni 11:00 | Donat Tennisteam Manching | TC Ludwigshafen-Oppau     | 4:5     | 9:10  | 84:87  |
| Fr., 14. Juni 11:00 | SC Frankfurt 1880         | spielfrei                 |         |       |        |
| So., 16. Juni 11:00 | SC Frankfurt 1880         | MTTC Iphitos München      | 3:7     | 9:12  | 69:89  |
| So., 16. Juni 11:00 | TC Ludwigshafen-Oppau     | BASF TC Ludwigshafen      | 7:2     | 14:8  | 92:76  |
| So., 16. Juni 11:00 | MTG BW Mannheim           | Donat Tennisteam Manching | 8:1     | 16:4  | 97:47  |
| So., 16. Juni 11:00 | GW Luitpoldpark München   | spielfrei                 |         |       |        |